# Schwarzhäusern
Schwarzhäusern (hispanizado Casas negras) es una comuna suiza del cantón de Berna, situada en el distrito administrativo de Alta Argovia. Limita al norte con las comunas de Kestenholz (SO) y Wolfwil (SO), al este con Wynau, al sur con Aarwangen y Bannwil, y al oeste con Niederbipp.
Hasta el 31 de diciembre de 2009 situada en el distrito de Aarwangen.

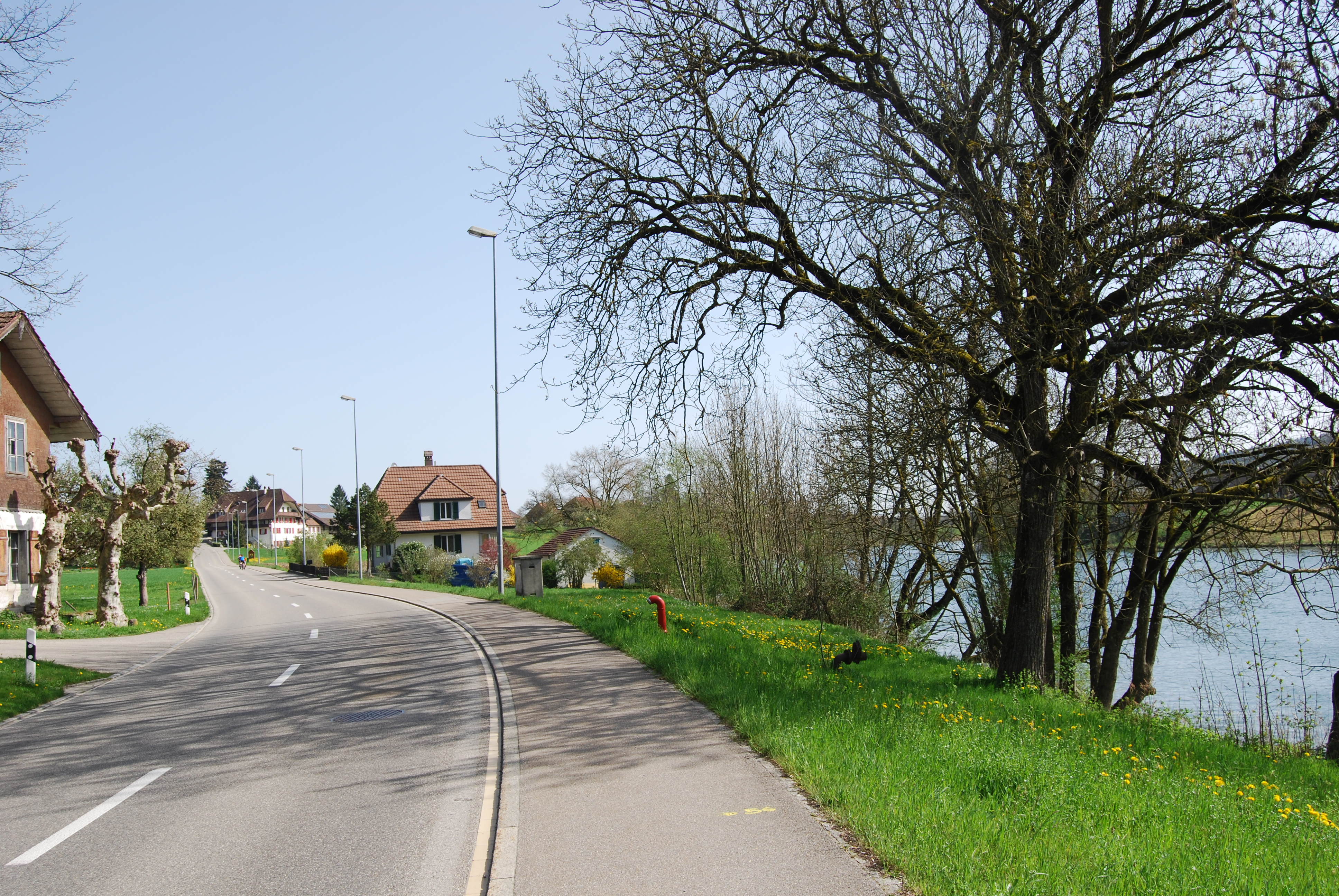
Schwarzhäusern